# Hoplitis micheneri
Hoplitis micheneri là một loài Hymenoptera trong họ Megachilidae. Loài này được Mitchell mô tả khoa học năm 1962.

## Hình ảnh

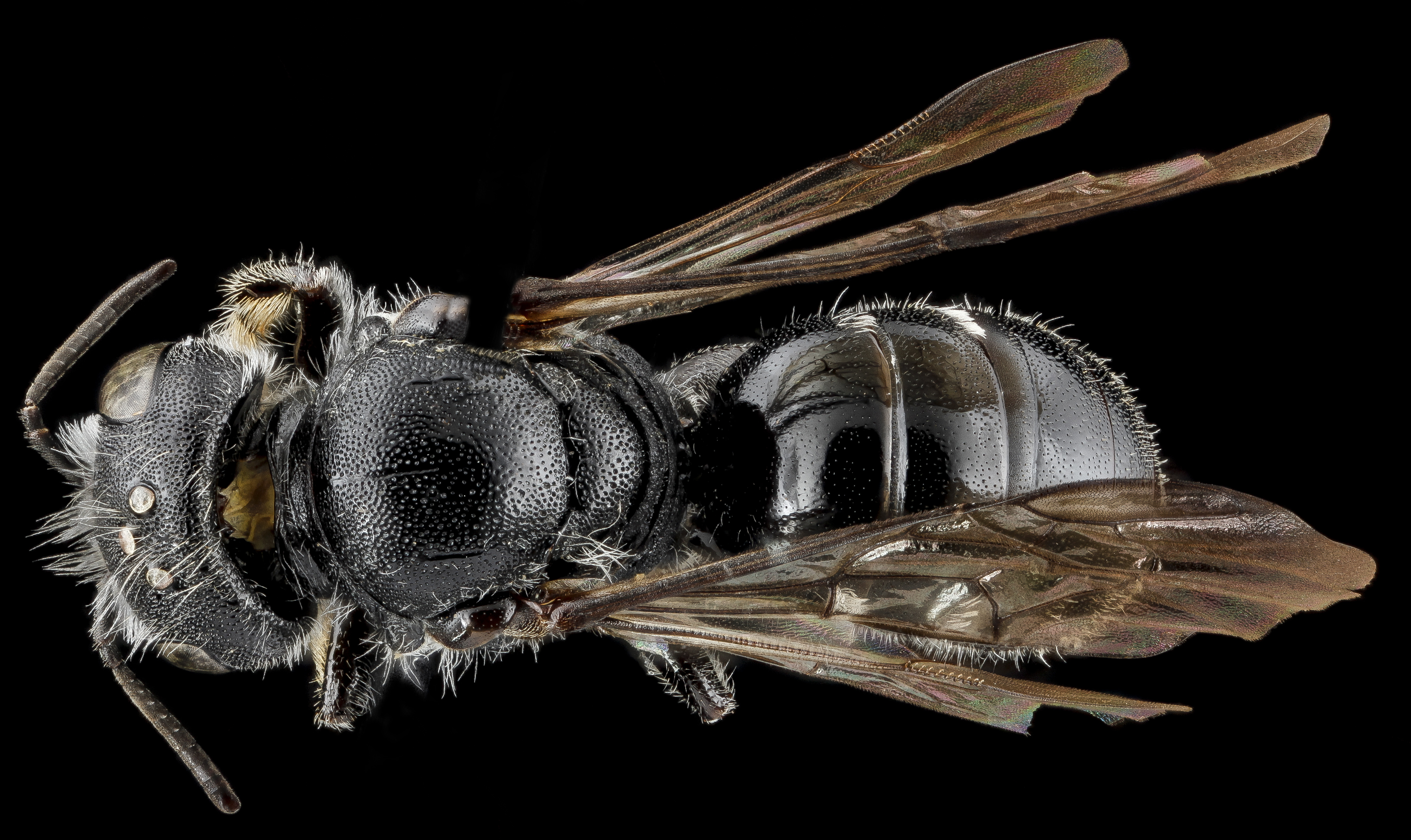
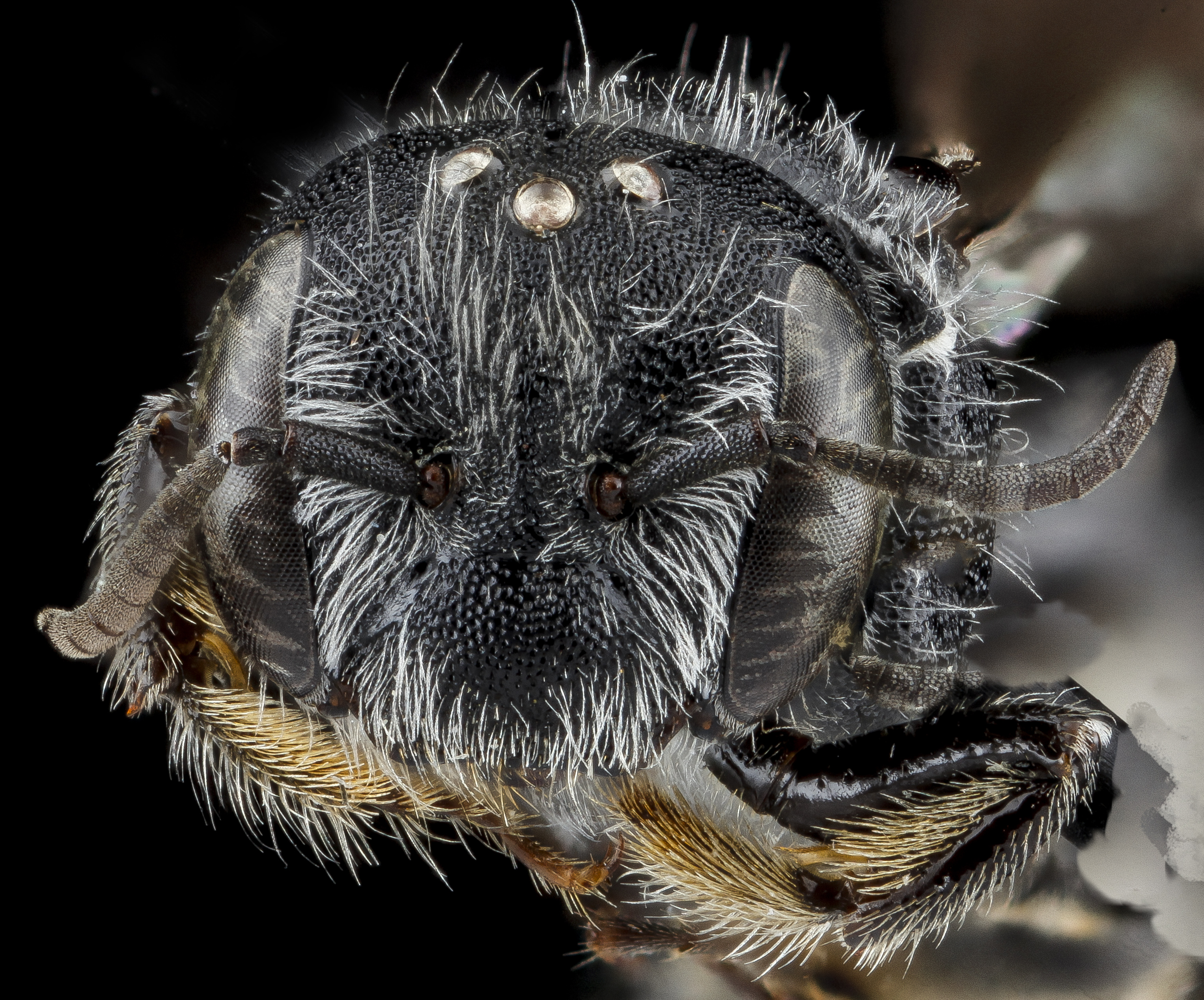